# Carl Bergstrøm-Nielsen
Carl Bergstrøm-Nielsen (født 1951) er dansk musikteoretiker, lærer og komponist.
Bergstrøm-Nielsen afsluttede i 1984 studier i musikvidenskab ved universitet i København. Fra 1983 var han undervisningsassistent ved Aalborg Universitetscenter. Han udviklede en speciel grafisk musiknotation til såkaldt ”intuitiv musik”. I 1970’erne var han aktiv i Gruppen for alternativ musik og Gruppen for Intuitiv Musik. Han samarbejdede med bl.a. Jørgen Lekfeldt, Niels Rosing-Schouw, John Tchicai og Jan Kaspersen.
Carl Bergstrøm-Nielsen har lavet kurser i intuitiv musik i bl.a. Stockholm, Krakow musikkonservatorium, samt i Kawamotocho (Japan). Han lægger vægt på at udvikle notationer, som på forskellig vis sætter de udøvendes skabendes virksomhed i centrum. I værkerne findes ofte et komplekst lydbillede i gradvis forandring. Carl Bergstrøm-Nielsen spiller selv klaver, orgel, valdhorn og div. små instrumenter samt bruger stemmen.

## Værker
- Værkliste i hos SNYK Arkiveret 21. februar 2014 hos  Wayback Machine
- Manuskripter i KB